# محمدقلی شمس
پروفسور محمدقلی شمس ملک آرا (۲۰ اردیبهشت ۱۲۸۴ – ۲۳ شهریور ۱۳۷۵)  پزشک، شاهزاده قاجار و معروف به پدر چشم پزشکی ایران بود. او از پیشگامان مبارزه با تراخم در ایران، بنیان‌گذار بیمارستان چشم‌پزشکی فارابی و مؤسس انجمن چشم‌پزشکی ایران و نشریه تخصصی چشم‌پزشکی است.

## خانواده
پدرش دکتر یحیی میرزا لسان الحکما و پدر بزرگش عبدالحسین میرزا شمس‌الشعرا از شاعران عارف مسلک دوران قاجار و پسر محمدقلی میرزا ملک‌آرا (پسر دوم فتحعلی‌شاه) بود . عمویش اسدالله میرزا شهاب‌الدوله از دولتمردان و قانون‌گذاران دوره‌های قاجار و پهلوی بود. 
فرزند او، هرمز شمس (۱۳۱۷–۱۴۰۴)، چشم‌پزشک ایرانی بود که تخصص و فوق‌تخصص خود را در فرانسه گذراند و پس از بازگشت به ایران، در بیمارستان فارابی تهران به فعالیت پرداخت.

## تحصیل
محمدقلی میرزا در سال ۱۳۰۲ به هزینه پدرش وارد رشته پزشکی در دانشگاه نظامی لیون شد. او تنها دانشجوی غیر فرانسوی بود که موفق به ورود دوره دکتری دانشگاه شد و مدتی پس از دانش‌آموختگی به تدریس و پژوهش در همان دانشگاه ادامه داد. 
دکتر شمس در آخرین سال اقامت در لیون، همراه با ژاک روله (Jacque Ruler) روی معالجه بیماری تراخم با برق کار کرد که به الکتروکواگولاسیون معروف بود. این روش را دو تن از استادان او به نام‌های ورمز (Wroms) و بیدو (‌Bidault) در سال ۱۹۲۴ ابداع کرده بودند. شمس و روله این روش را روی یازده بیمار تراخمی آزمودند که پنج نفرشان که در آغاز ابتلا بودند درمان شدند.

## مبارزه با تراخم
در سال ۱۳۱۱، پیش از تأسیس دانشگاه تهران، دکتر شمس به دعوت وزیر معارف به ایران بازگشت و به تدریس در مدرسه طب دارالفنون مشغول شد. در آن سال‌ها در مناطقی جنوبی ایران بیماری تراخم به شدت شیوع داشت به‌طوری که شوشتر را شهر کوران می‌خواندند. حتی ۲۲ سال بعد در سال ۱۳۳۳ نود درصد مردم این شهر دچار تراخم بودند. دکتر شمس پس از بازدید از این مناطق برای همیشه از بازگشت به فرانسه صرف نظر کرد. 
او در تهران پژوهش روی درمان تراخم با برق را پی گرفت و با حرکت دادن الکترودی کروی شکل روی ملتهمه و قرنیه موفق به درمان تراخم شد. این روش در سال ۱۹۵۰ در کنگره انجمن ضد تراخم در لندن عرضه شد. شمس از شاه نشان همایون گرفت و در فاصله سالهای ۱۳۲۹ تا ۱۳۳۳ دو بار از او درخواست پذیرش سمت وزارت بهداری شد اما نپذیرفت.
بین سالهای ۱۳۳۰ تا ۱۳۳۳ با بودجه یک و نیم میلیون تومانی سازمان خیریه شاهنشاهی و کمک سازمان جهانی بهداشت و بنگاه خاور نزدیک این روش روی یک میلیون و چهارصد هزار بیمار در خوزستان پیاده شد اما نتیجه‌ای نگرفتند. به گزارش سازمان جهانی بهداشت، این روش نه تنها ویروس تراخم را از بین نمی‌برد بلکه به پلک آسیب می‌زد و زیان آن بیش از خود بیماری تراخم بود. دکتر باستان و دکتر علوی از دیگر استادان چشم‌پزشکی دانشگاه تهران نیز کاملا با این شیوه درمانی مخالف بودند.
پروفسور شمس بنیانگذار بیمارستان فارابی به عنوان اولین مرکز تخصصی چشم پزشکی در ایران است. وی در هنگام مرگ قدیمی‌ترین عضو انجمن چشم‌پزشکی فرانسه بود و بارها به ریاست انجمنهای چشم پزشکی مختلف در جهان برگزیده شد. وی همچنین مؤسس انجمن چشم‌پزشکی ایران و نشریه تخصصی چشم‌پزشکی است.
پروفسور شمس تا آخرین روزهای زندگی در سن ۹۱ سالگی مشغول معالجه بیماران بود. در دوازدهمین کنگره سراسری چشم پزشکی ایران از او به عنوان استاد برجسته و پدر چشم‌پزشکی ایران تجلیل شد.